# Phytoseius namdaphaensis
Phytoseius namdaphaensis är en spindeldjursart som beskrevs av Gupta 1986. Phytoseius namdaphaensis ingår i släktet Phytoseius och familjen Phytoseiidae. Inga underarter finns listade i Catalogue of Life.